# Les Deux Fedor
Pour plus de détails, voir Fiche technique et Distribution.
Les Deux Fedor (Два Фёдора, Dva Fedora) est un film soviétique réalisé par Marlen Khoutsiev, sorti en 1959.

## Synopsis
Après la seconde guerre mondiale, Fiodor retourne dans son village et rencontre un orphelin qui s'appelle aussi Fiodor.

## Fiche technique
- Titre original : Два Фёдора, Dva Fedora
- Titre français : Les Deux Fedor
- Réalisation : Marlen Khoutsiev
- Scénario : Valeri Savchenko
- Pays d'origine : URSS
- Format : Noir et blanc - 35 mm - Mono
- Genre : drame
- Durée : 88 minutes
- Date de sortie : 1959

## Distribution
- Vassili Choukchine : Grand Fiodor
- Nikolai Tchoursine : Petit Fiodor
- Tamara Siomina : Natacha